# Félicia Ballanger
Félicia Ballanger (n. 12 iunie 1971, La Roche-sur-Yon, Pays de la Loire, Franța) este o ciclistă franceză, medaliată olimpică. A participat la două ediții ale Jocurilor Olimpice (1996, 2000) în care a câștigat o medalie de aur.